# Балхаш (місто)
Балха́ш (каз. Балқаш) — місто, центр Балхаської міської адміністрації Карагандинської області.

## Населення
Населення — 75548 осіб (2021; 68833 у 2009, 65431 у 1999, 86609 у 1989).

## Історія
В Балхаші було шосте табірне відділення «Степлагу», третій табірний пункт якого розташовувався в селищі Східний Коунрад. 
Рішенням 18 сесії Карагандинського обласного масліхату від 27 червня 2002 року селище Шигис-Конират було приєднано до селища Конират. Згідно з постановою акімату міста Балхаш від 4 квітня 2013 року № 12/01 та рішенням Балхаського міського масліхату № 14/124 від 10 квітня 2013 року, спільною постановою акімату Карагандинської області від 29 квітня 2013 року № 24/03 та рішенням Карагандинського обласного місліхату від 30 квітня 2013 року № 151 була ліквідована Кониратська селищна адміністрація, а селище Конират приєднано до міста Балхаш.
2021 року до складу міста була включена територія площею 87,44 км² зі складу Актогайського району.

## Відомі особистості
В поселенні народився:
- Роман Кім (* 1991) — німецький скрипаль.